# 横山町 (前橋市)
横山町（よこやまちょう）は、群馬県前橋市の旧町名である。
現在の千代田町二丁目、千代田町四丁目の各一部にあたる。1966年（昭和41年）の住居表示の実施により、千代田町二丁目、千代田町四丁目の各一部となった。

## 地理
前橋市の中部に位置していた。

## 歴史
江戸時代頃からある地名だった。前橋城下町人町の1町だった。
1966年（昭和41年）の住居表示の実施に伴う町名変更により、千代田町二丁目、千代田町四丁目の各一部となり消滅した。

### 年表
- 1889年 片貝町を含む30町11大字を合併し東群馬郡前橋町が成立したため、前橋町の町名となる。
- 1892年 東群馬郡前橋町が市制施行して前橋市となる。その際に前橋市の町名となる。
- 1966年 住居表示の実施に伴う町名変更により、西部が千代田町二丁目、東部が千代田町四丁目の各一部となり消滅。